# Parafia Matki Bożej Różańcowej w Rudzie Śląskiej Halembie
Parafia Matki Bożej Różańcowej w Halembie – parafia w dekanacie Kochłowice w archidiecezji katowickiej. Została erygowana 1 stycznia 1907 roku.

## Budowa kościoła
Zanim zaczęto prace budowy kościoła trzeba było znaleźć odpowiednie miejsce na jego wzniesienie. 30 sierpnia 1886 roku Hugo Henckel von Donnersmarck zobligował się do ofiarowania parceli pod budowę kościoła. Następnie starano się o uzyskanie zgody na wybudowanie, tym bardziej, że były to czasy dobiegającego końca Kulturkampfu. Zgodę uzyskano od władz administracyjnych w Opolu 16 maja 1889 roku. Nie zagwarantowano jednak pomocy finansowej, dlatego też wierni z pomocą proboszcza kochłowickiego założyli fundację na rzecz budowy świątyni 
23 czerwca 1889 roku poświęcono kamień węgielny, a do końca miesiąca powstały fundamenty. Prace szły na tyle sprawnie, że przed zimą wybudowano ściany i przykryto je dachem. W grudniu zamówiony został ołtarz główny oraz obraz Matki Boskiej Różańcowej. Oba znalazły się w Halembie pod koniec sierpnia 1890 roku.
Kościół został poświęcony 29 września 1890 roku.

## Historia powstania parafii
Świątynia halembska była tylko pomocniczym kościołem w parafii kochłowickiej, co było pewnym problemem, gdyż na miejscu nie było duszpasterza. Pod koniec lutego 1893 roku nowym proboszczem kochłowickim został ks. Ludwik Tunkel, który przyczynił się znacznie do powstania samodzielnej parafii w Halembie. Parafia rozpoczęła działalność duszpasterską w dniu Nowego Roku 1907 za zgodą kardynała Georga Koppa.